# Atentát na Aloise Rašína
Atentát na ministra financí Československa, Aloise Rašína se uskutečnil 5. ledna 1923 před domem v Žitné ulici č. 10 v Praze. Tehdejšího vrcholného politika zastřelil samostatně jednající dělník a anarchokomunista Josef Šoupal, který ministra vinil z plutokracie a kapitalistického vykořisťování země. Atentát zůstává jedním z nejzávažnějších aktů politického násilí v novodobé české historii.

## Pozadí

### Ministr Rašín

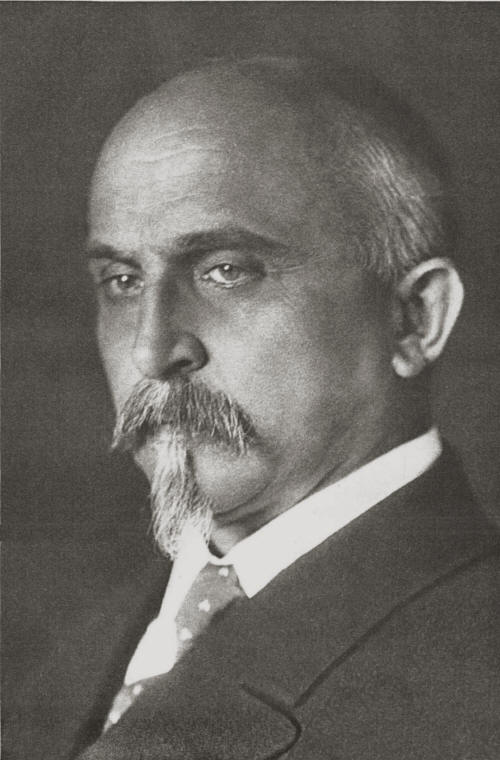
Alois Rašín

Alois Rašín, jeden z tzv. mužů 28. října a zásadní postava při vzniku Československa, se jakožto vůbec první ministr financí v historii nové země v rámci prozatímního kabinetu T. G. Masaryka, vládě Karla Kramáře a první vládě Antonína Švehly, stal spoluautorem a zároveň symbolem rozsáhlých hospodářských a ekonomických změn, jako byla např. měnová reforma po odstoupení od rakousko-uherské koruny roku 1919, pozemková reforma a další. Ve svých rozhodnutích se postupně dostával do konfliktů s rozrůstajícím se spektrem československého politického života. Nadále podporoval politiku rozpočtové úspory a deflace, za což byl kritizován domácí levicí, dostával se také do sporu s některými legionáři, když použil výrok, že „práce pro národ se neplatí“. V závěru roku 1922 se Rašín dostal do konfliktu se svými kolegy o deflačních opatřeních, prezident T. G. Masaryk také plánoval Rašínovo odvolání.

### Útočník

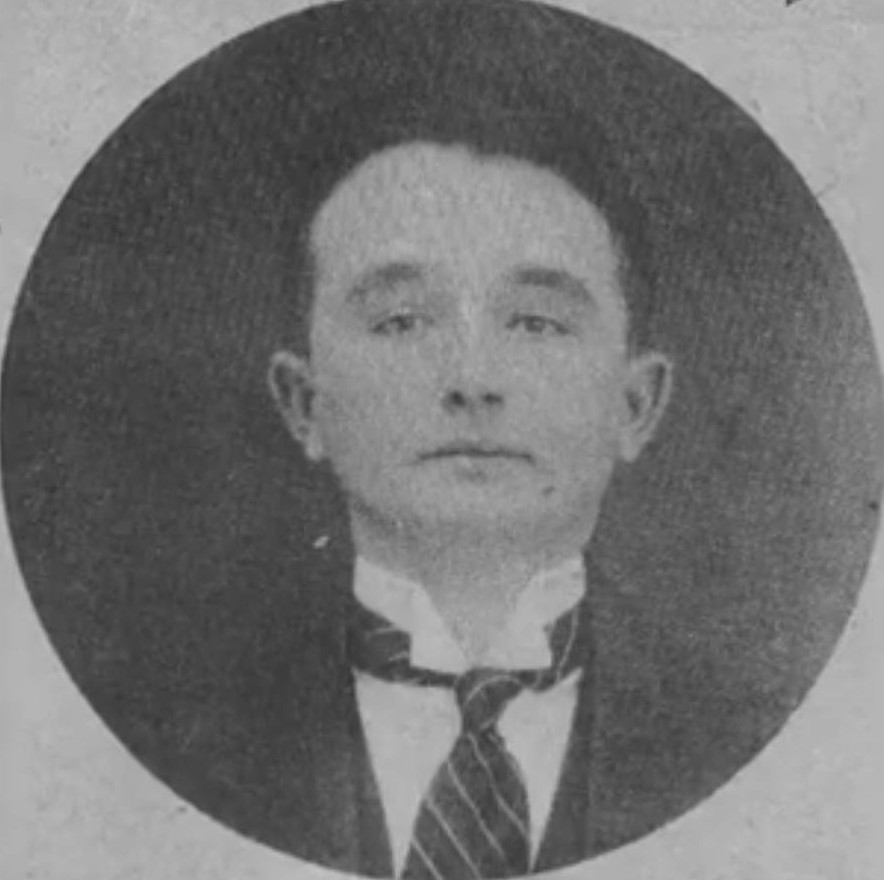
Josef Šoupal

Nejpozději v říjnu 1922 se Rašína rozhodl fyzicky odstranit tehdy devatenáctiletý Josef Šoupal, zedník původem z Německého Brodu a přesvědčený radikální anarchokomunista. Levicové názory vyznával od mládí, z Komunistické strany Československa již rok po jejím založení, de facto vystoupil, když v červnu 1922 přestal platit členské příspěvky: strana nesouhlasila s individuálními násilnými činy. Rašína Šoupal vinil z podpory plutokracie a hájení zájmů podnikatelů kolem Živnostenské banky, jeho záměrem byl pak i útok na Karla Kramáře a další vysoce postavené politiky. Ve svém záměru byl pravděpodobně ovlivněn činy anarchistů proti monarchům či politikům posledních desetiletí, jako např. Gaetano Bresci, který roku 1900 zastřelil italského krále Umberta I. či pokusem o atentát na Karla Kramáře, z ledna 1919, ze kterého premiér vyvázl díky tomu, že silný zimní kabát a peněženka zastavili kulku útočníka Aloise J. Šťastného.
Pořídil si automatickou pistoli Browning s náboji a během podzimu cvičil střelbu v okolí Zdic a Lochovic. O svém záměru odstranit Rašína, případně další čelné politiky, se několikrát zmínil svým přátelům, nikdo jej však nebral vážně. Někteří z nich se účastnili i jeho cvičné střelby. Šoupal pak v přípravách, často neopatrně Dvou úředníků Slovanské pojišťovny se ptal, zda je ředitel tohoto ústavu totožný s ministrem financí, dostal však zápornou odpověď. 

### První pokus
K prvnímu pokusu mělo dojít 12. prosince 1922. Šoupal přišel na ministerstvo financí jako domnělý zástupce Mladé generace Národní demokracie v Plzni a žádal o audienci u ministra, kterého chtěl požádat o snížení daně ze zábav. Úředníci mu ale odpověděli, že audience by byla možná až v pátek 15. prosince. Šoupal se nevzdal a vyčkával na chodbě. Když ministr kolem 12. hodiny vycházel z budovy, připojila se k němu neznámá dáma, která se ho snažila zastavit a kontaktovat. Ministr nicméně pokračoval v chůzi a dáma se dostala mezi něj a Šoupala, čímž atentát zmařila. Šoupal nicméně získal od jednoho z ministerských sluhů adresu Rašínova bytu v Žitné ulici na Novém Městě. Zašel tam, předal služce vizitku a znovu požádal o přijetí. I zde ale byl odmítnut. Rašínův syn Miroslav, který jménem otce vyřizoval vzkaz, považoval Šoupala za nesmělého studenta, který svůj plánovaný rozhovor s ministrem pojímá s velkou úctou. Šoupal se poté vrátil do Německého Brodu. Tam tento pokus popsal zedníku Balounovi a ukázal mu revolver; Baloun se mu to sice snažil rozmluvit, ale když neuspěl, nic dalšího nepodnikl a smířil se s tím, že „Rašín možná bude mrtev“.

## Atentát

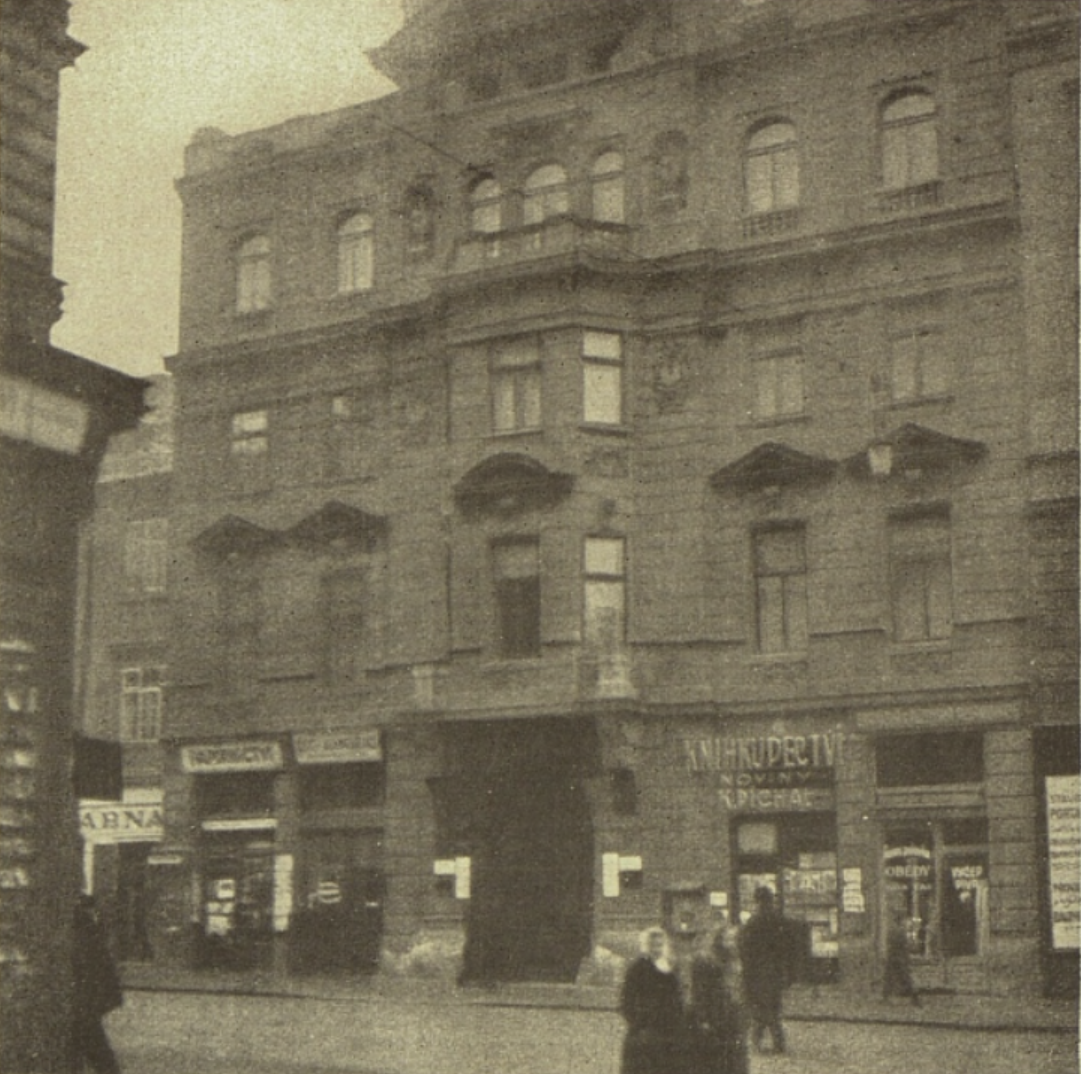
Dům v Žitné ulici v Praze, před kterým byl čin spáchán (Světozor, 1923)

3. ledna 1923 odjel Šoupal z Hradce Králové domů do Německého Brodu, kde přespal u rodičů, a následujícího dne pokračoval do Prahy. Ubytoval se v hotelu U zlaté husy, kde si rezervoval pokoj na 6 dnů. (Při výslechu později uvedl, že nevěděl, kdy bude Rašín přítomen.) 5. ledna o půl osmé ráno přišel do Žitné ulice č. 10, nedaleko Karlova náměstí, k Rašínovu bydlišti a vyčkával. Brzy přijel jeho řidič s autem a blízko také hlídkoval strážník; Šoupal se nicméně choval tak nenápadně, že nikomu nebyl podezřelý. Krátce před 9. hodinou vyšel Rašín z domu. Šoupal, který celou dobu držel v kapse pistoli, se k němu přiblížil a na vzdálenost pěti kroků na něj zezadu vystřelil. Rašín následkem zranění upadl. Šoupal na něj z těsné blízkosti vypálil ještě jednu ránu, ta ale politika minula. Poté běžel do Příčné ulice, kde se v domě č. 4 snažil schovat ve sklepě.
Mezitím už ho ale stíhali svědci atentátu. Prvním byl číšník Emil Švitorský, který vycházel těsně za Rašínem a jakmile uslyšel výstřel, vydal se za prchajícím pachatelem. Vzápětí také přiběhli strážníci, kteří dům v Příčné 4 uzavřeli a prohledali. Šoupala našli ve sklepě, vyšel proti nim s rukama nad hlavou a ihned se jim vzdal. Po chvíli našli i odhozenou vražednou zbraň. Za velkého sběhu rozzuřených občanů, kteří se jej snažili inzultovat, byl strážníky odveden na komisařství do Salmovské ulice a podroben výslechu.
Ambulace Rašína převezla do Podolského sanatoria. Lékařský tým vedl prof. Julius Petřivalský, asistovali mu internista Ladislav Syllaba a chirurg Rudolf Jedlička. Rašínův zdravotní stav byl podle lékařů beznadějný – kulka ho zasáhla do jedenáctého obratle, v němž uvízla. Poranění míchy způsobilo úplné ochrnutí dolních končetin a těžké poruchy střev a močového měchýře; po šesti týdnech utrpení došlo k infekci mozkomíšního moku, k bakteriální sněti a sepsi. Jednou z jeho posledních starostí bylo, zda atentát nesouvisí s jeho sporem s legionářskými představiteli, což by podle něj bylo tragickým nedorozuměním.
Na následky svého zranění Alois Rašín 18. února, tedy téměř pět týdnů po atentátu, v Podolském sanatoriu zemřel.

## Následky

### Rašínův pohřeb

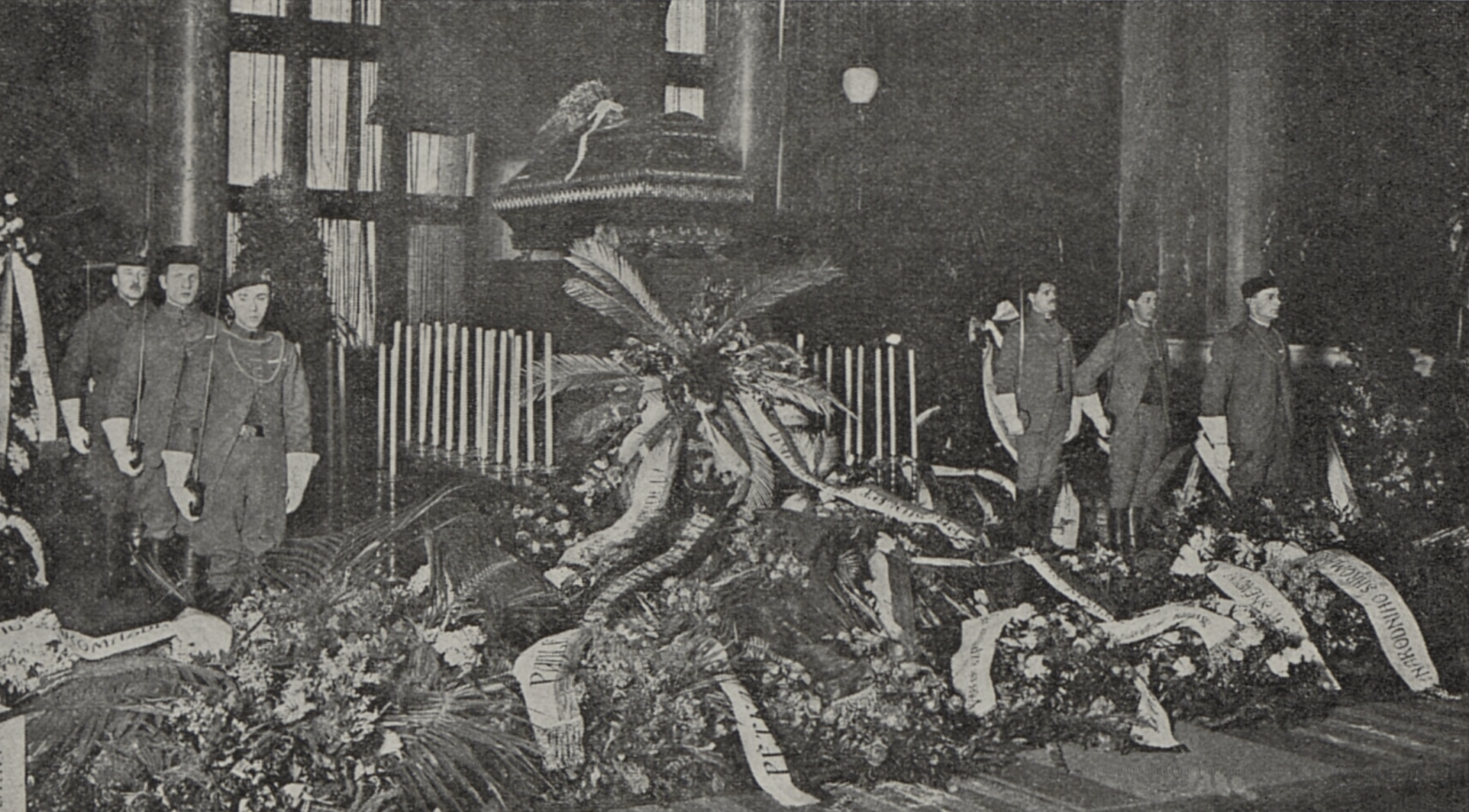
Katafalk s rakví v Pantheonu Národního muzea (Český svět, 1923)

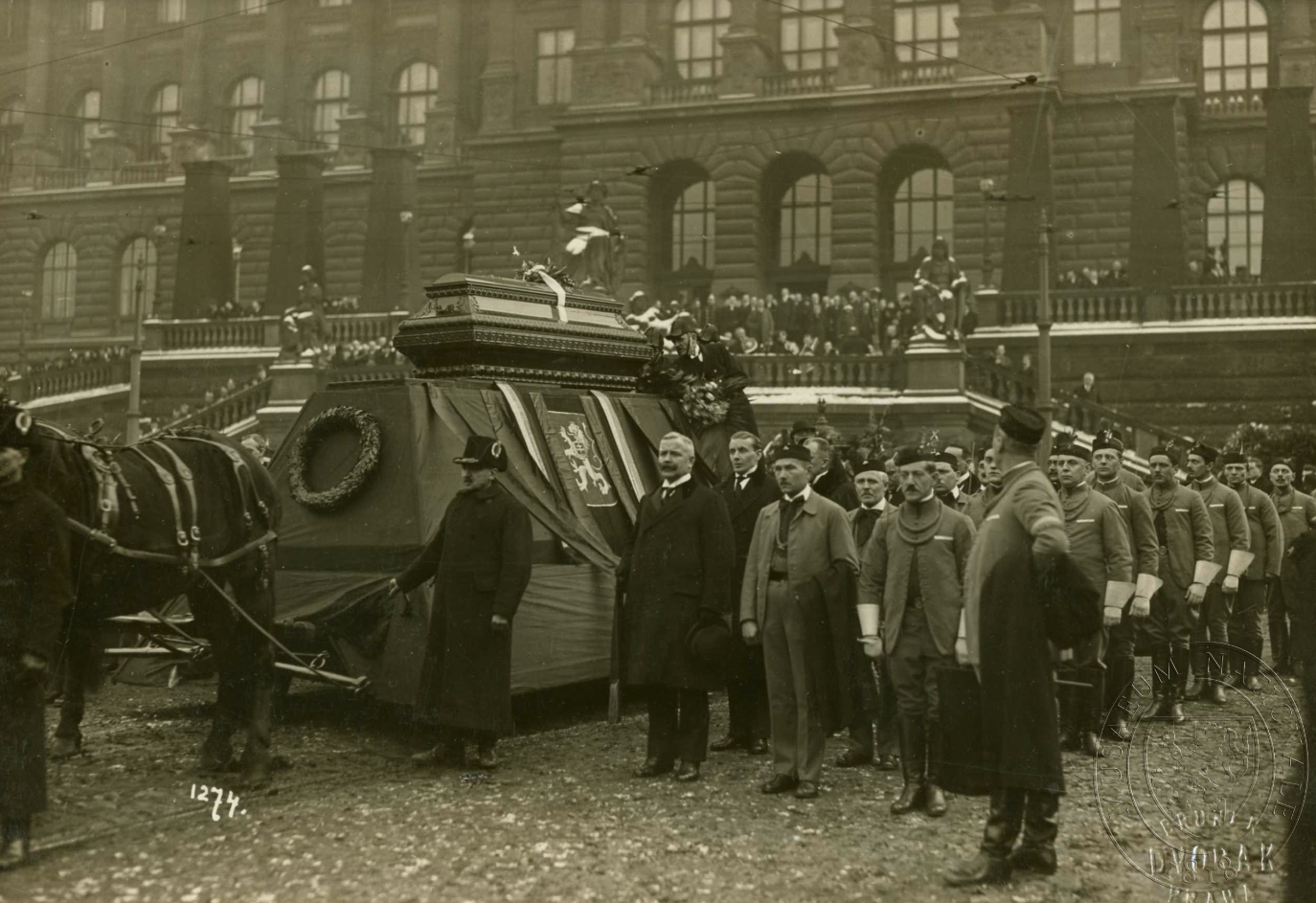
Smuteční průvod před Národním muzeem na Václavském náměsti

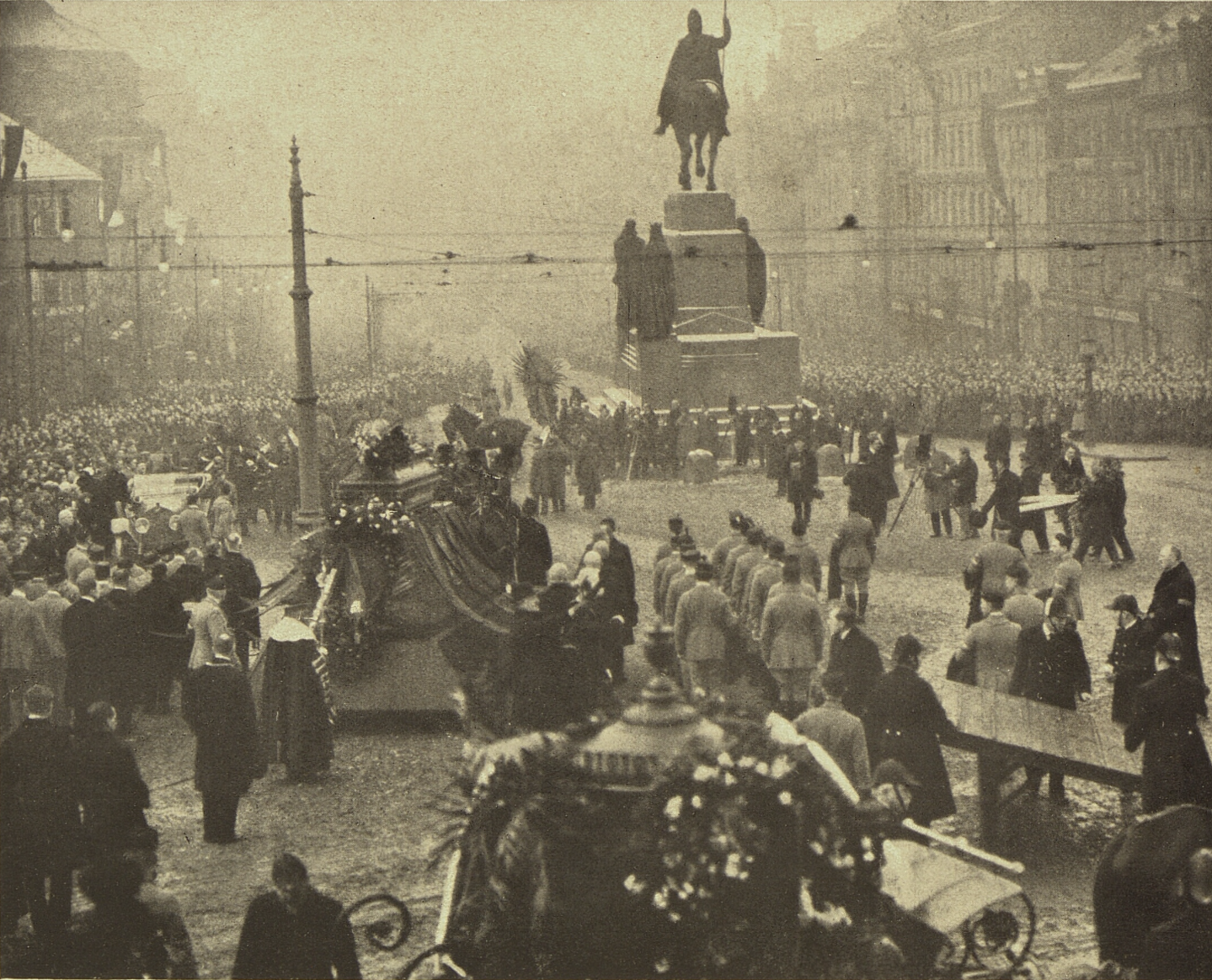
Průvod na Václavském náměstí

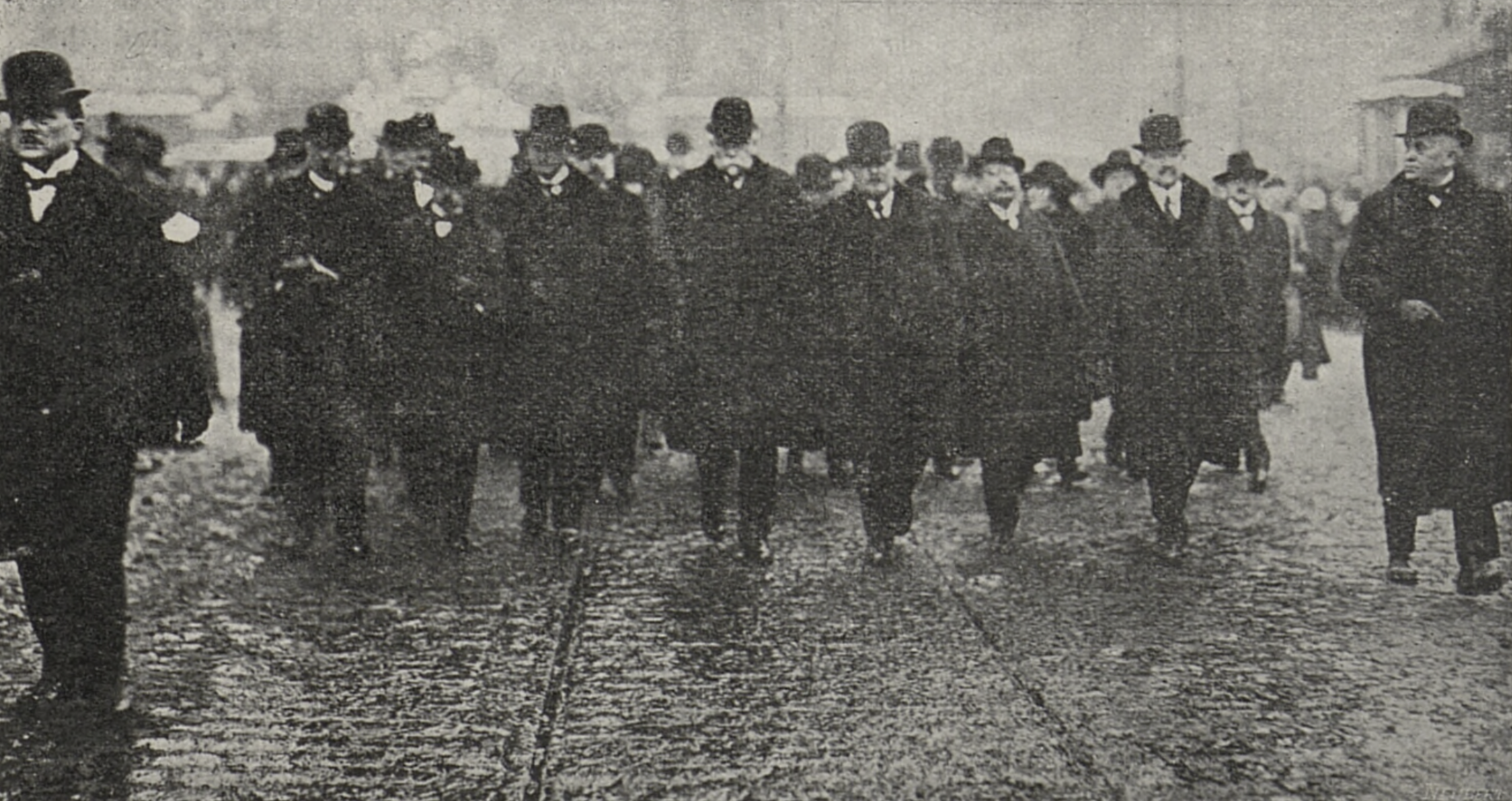
Karel Kramář a členové Národní demokracie v průvodu

Rašínovi byl vystrojen státní pohřeb za účasti manželky Karly, synů Ladislava a Miroslava, dcery Ludmily a četných zástupců československého politického života. Jednalo se o první případ násilné smrti politika v mladých československých dějinách. Rakev umístěná na pojízdném katafalku a tažena černými koňmi byla vezena průvodem Prahou, v doprovodu sokolské stráže a tisíců přítomných. Rašínovy ostatky byly po ceremonii zpopelněny a pohřbeny rodinného hrobu na hřbitově Šárka u kostela sv. Matěje v Praze-Dejvicích.

### Vyšetřování a soud
Vyšetřování trvalo několik měsíců. Po atentátu se u Šoupala našla mj. vizitka s rukopisnou poznámkou: Dr. Rašín … Dr. Preiss provede St. … P. (posledním písmenem byl míněn páter Jan Šrámek), která byla míněná jako výhrůžka. Šoupal nejprve prohlásil, že chtěl Rašína zabít, později však svou výpověď upravil ve smyslu, že ho chtěl jen vyřadit z aktivní politiky. Během procesu ve dnech 3. a 4. července 1923 u státního soudu v Brně se obžalobě podařilo prokázat, že Šoupal jednal s úmyslem Rašína zabít, a nikoliv zranit, jak sám později tvrdil. Šoupal během procesu téměř nepromluvil. V červnu 1923 se při přesunu ze soudní budovy do žalářní (vazební) cely (oboje z budovy soudu na Karlově náměstí) pokusil o útěk, byl ale včas zadržen.

### Rozsudky
Soud se přiklonil na stranu žalobce, že šlo o předem připravovanou vraždu. Šoupal byl odsouzen na 18 let do těžkého žaláře, zostřeného jednou čtvrtletně půstem a 5. ledna každého roku pobytem v temné cele. Protože v době činu mu bylo devatenáct let a plnoletost byla v tehdejším Československu až od jednadvaceti let, unikl hrozícímu trestu smrti pro nízký věk. 18. a 19. prosince 1923 se konalo přelíčení také se Šoupalovými přáteli, kterým se svěřoval se svým zločinným úmyslem a oni tuto skutečnost neoznámili. Jako svědek byl přiveden i samotný Šoupal, ten však - k nelibosti předsedy senátu - nevypovídal k věci, ale pouze si stěžoval na údajné nelidské zacházení ve věznici. Odsouzeni byli Stanislav Kahule, Josef Baloun a Rudolf Netušil k 8 měsícům těžkého žaláře s jedním půstem měsíčně a Marie Přibylová na 6 měsíců s jedním měsíčním půstem.

### Výkon trestu
Šoupal poté internován ve věznici v Valdicích u Jičína. V prvních letech výkonu trestu se choval značně neukázněně: simuloval ztrátu řeči či protestoval proti řediteli věznice Erhardtovi tím, že napsal protestní nápis na zeď vlastními výkaly, trest mu tak byl prodloužen. Dvakrát byl na kratší dobu internován také v plzeňské věznici Bory. Od roku 1933 však se svými excesy ustal, a propuštěn na svobodu byl v lednu 1942. Šoupal si posléze si změnil jméno a po druhé světové válce žil v Ústí nad Labem. Do KSČ již pak nebyl přijat. Zemřel zde roku 1959.

## Výsledek

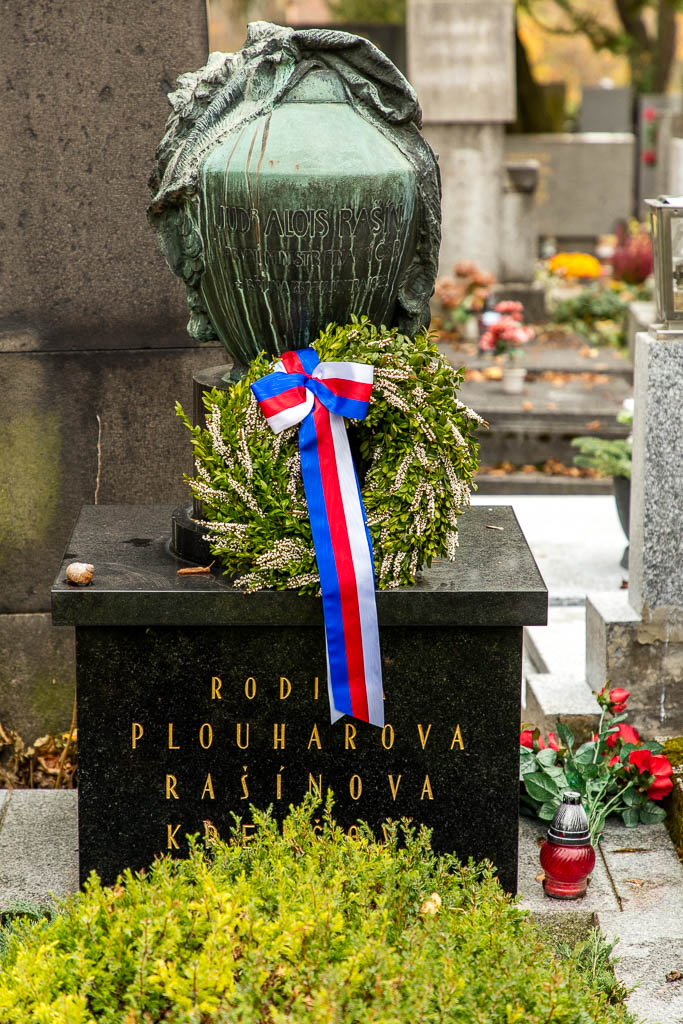
Hrob s urnou Aloise Rašína na hřbitově Šárka v Praze-Dejvicích

V reakci na Rašínovu smrt byl přijat zákon na ochranu republiky, který byl připraven již v předchozím roce. Pro svoji kontroverznost byl tento nepopulární zákon schválen až v reakci na atentát, který posloužil jako vhodná příležitost k jeho schválení.
Novým ministrem financí se stal Bohdan Bečka, na poslaneckém postu jej pak nahradil Jan Kamelský.